# 프린스턴 신학교
프린스턴 신학교 또는 프린스턴 신학대학원(Princeton Theological Seminary)은 1812년 세워진 미국 장로교 신학교이다. 뉴저지주 중부의 프린스턴에 위치한다.
프린스턴 신학교(PTS)는 미국 뉴저지 프린스턴에 위치한 신학기관으로서 미국장로교(PCUSA) 산하 교육기관이다. 두 학교의 시작에서 볼 수 있듯이 프린스턴 신학교는 프린스턴 대학교 (구 뉴저지대학)와 별개의 독립된 교육 기관이며 행적적으로도 분리되어 있다. 한국에서는 프린스턴 이라는 이름 때문에 프린스턴 신학교가 프린스턴 대학교 안에 있는 것과 같은 오해를 사고 있는데 다른 교육 기관이며 역사적으로 프린스턴 신학교는 프린스턴 대학교 소속이었던 적이 없다. 그러나 프린스턴 대학교는 럿거스 대학교와 라이더 대학교와의 교류에서 볼 수 있듯이 뉴저지 지역의 교육 기관들과 시설을 공유하는데 프린스턴 신학교와도 도서관 등의 시설을 공유하고 있다. 미국장로교(PCUSA)와 관련된 10 개의 신학교 중 가장 큰 신학교이며 미국에서 두 번째로 오래된 신학교로 아치볼드 알렉산더(Archibald Alexander) 목사와 뉴저지대학 (College of New Jersey 후에 19세기말 프린스턴 대학으로 개명)의 후원아래 1812년 장로교 총회에 설립되었다.
1929년 신학적 성향의 차이로인하여 웨스트민스터 신학교는 프린스턴 신학교로부터 분리되었다. 프린스턴 신학교는 미국 뿐만 아니라 전 세계에서도 가장 규모가 큰 신학 도서관을 운영하고 있다. 여러 신학적 주제들에 대한 아카이브 자료도 매우 잘 구비되어 있다. First Things 비영리 교육기관 진보주의신학교 랭킹에 의하면 프린스턴 신학교는 항상 10위 안을 유지를 하고 있다. 한국에서 한경직 목사, 장상 박사, 곽선희 목사, 윤철호 박사, 이정숙 박사, 이규민 박사, 김선영 박사를 비롯한 많은 목회자와 학자들이 동문으로 있다.

## 유명한 교수 및 졸업생
- 존 그레섬 메이천
- 아치볼드 알렉산더
- 새뮤얼 밀러
- 찰스 핫지
- 박형룡
- 한경직
- 문익환, 문동환
- 김회권
- 이승만

## 참고 문헌
- David B. Calhoun, History of Princeton Seminary. In Two Volumes. Carlisle, PA: Banner of Truth, 1996.
- James Moorhead, Princeton Seminary in American Religion and Culture. Grand Rapids, MI: Eerdmans, 2012.
- Richard Osmer and Gordon Mikoski, With Piety and Learning: The History of Practical Theology at Princeton Theological Seminary 1812-2012. Lit Verlag, 2012.